# Discalma
Discalma là một chi bướm đêm thuộc họ Geometridae.